# EU-EV
EU-EV és una coalició d'esquerres i ecologista entre EU i Els Verds a les Illes Balears. Aquesta coalició evolucionà fins a la formació d'Alternativa, que amb el PSM i ERC constituí el Bloc per Mallorca, que a les eleccions de 2007 va aconseguir 4 diputats al Parlament Balear i 3 consellers al Consell de Mallorca.